# Jonas Daniel Meijer
Jonas Daniel Meijer, född 15 september 1780 i Arnhem, död 6 december 1834 i Amsterdam, var den förste advokaten av judisk börd i Nederländerna. Han anses ha haft starkt inflytande på skapandet av nederländsk lagstiftning och var en förgrundsgestalt för judars lika medborgerliga rättigheter i Nederländerna.
Meijer har fått ett torg i Amsterdam uppkallat efter sig, Jonas Daniel Meijerplein, på platsen där han dog. Vid torget ligger även Joods Historisch Museum (Nederländernas judiska museum).